# شارا شالکاهازی
شارا شالکاهازی (مجاری: Sára Salkaházi; ۱۱ مهٔ ۱۸۹۹ – ۲۷ دسامبر ۱۹۴۴) خواهر کاتولیک اهل مجارستان بود که در جنگ جهانی دوم جان صد یهودی را نجات داد و در سال ۱۹۴۴ توسط حزب نازی صلیب نشان اعدام فراقانونی شد. در سال ۲۰۰۶ به دستان پاپ بندیکت شانزدهم وی
بئاتیفیه شد و قدیس کاتولیک محسوب می‌شود و نشان درستکار در میان ملل نیز به وی داده شده‌است.